# Combretum pavonii
Combretum pavonii är en tvåhjärtbladig växtart som beskrevs av George Don jr. Combretum pavonii ingår i släktet Combretum och familjen Combretaceae. Inga underarter finns listade i Catalogue of Life.